# 刘志洲山石刻苑囿图
刘志洲山石刻苑囿图，位于江苏省连云港市海州区锦屏镇，是中华人民共和国江苏省文物保护单位之一。
1995年4月19日，授予江苏省文物保护单位，是一座石刻。